# خشم بکی
خشم بکی (به انگلیسی: The Wrath of Becky) یک فیلم اکشن و دلهره‌آور آمریکایی محصول سال ۲۰۲۳ به کارگردانی مت آنجل و سوزان کوت است. آنجل فیلمنامه را بر اساس داستانی از خودش و کوت نوشته است. این فیلم دنباله‌ای بر فیلم بکی (۲۰۲۰) محسوب می‌شود.
این فیلم اولین بار در جشنواره فیلم جنوب از جنوب غربی در ۱۱ مارس ۲۰۲۳ به نمایش درآمد. قبلاً انتظار می‌رفت در اوایل سال ۲۰۲۳ اکران شود، ولی در ۲۶ مه ۲۰۲۳ توزیع شد.

## داستان
بکی شانزده ساله دو سال پس از جان به در بردن از حمله خشونت بار به خانواده‌اش، به دنبال زندگی تازه‌ای در کنار یک خانم مهربان است. اما با حمله یک گروه خشن به خانه آن‌ها و ربودن سگ خانواده، او مجبور می‌شود برای محافظت از خود و عزیزانش به راه و رسم گذشته برگردد.

## تولید
فیلمبرداری در نیوجرسی انجام شد و ۱۸ روز طول کشید.

## بازخوردها
در وب‌سایت جمع‌آوری نقد راتن تومیتوز دارای ۸۶ درصد تأیید و از ۵۶ نقد منتقد، با میانگین امتیاز ۶٫۹ از ۱۰ مثبت است. در متاکریتیک، این فیلم بر اساس ۹ منتقد، امتیاز ۵۱ از ۱۰۰ را کسب کرده است که نشان‌دهنده «بررسی‌های مختلط یا متوسط» است.

## آینده
در مارس ۲۰۲۳، مت آنجل اظهار داشت که بحث‌ها برای سومین فیلم بکی در حال انجام است. در ماه مه همان سال، ویلسون ساخت دنباله‌ای را تأیید کرد، در حالی که ابراز امیدواری کرد که کیت سیگل نقش خود را از قسمت دوم بازی کند. این بازیگر با تأیید اینکه پایان فیلم خشم بکی قرار است رویدادهای دنباله‌ای را ترتیب دهد، ادامه داد که او، کارگردانان مشترک و تهیه‌کنندگان در حال بحث در مورد داستان فیلم بعدی هستند.